# Schwielowsee (Gemeinde)
Schwielowsee ist eine amtsfreie Gemeinde im Landkreis Potsdam-Mittelmark (Brandenburg) am Schwielowsee. Sie entstand 2002 durch den Zusammenschluss der drei Gemeinden Caputh, Ferch und Geltow.
Die Gemeinde ist seit 2010 mit zwei Ortsteilen, seit 2012 mit der ganzen Gemeinde staatlich anerkannter Erholungsort.

## Geografie

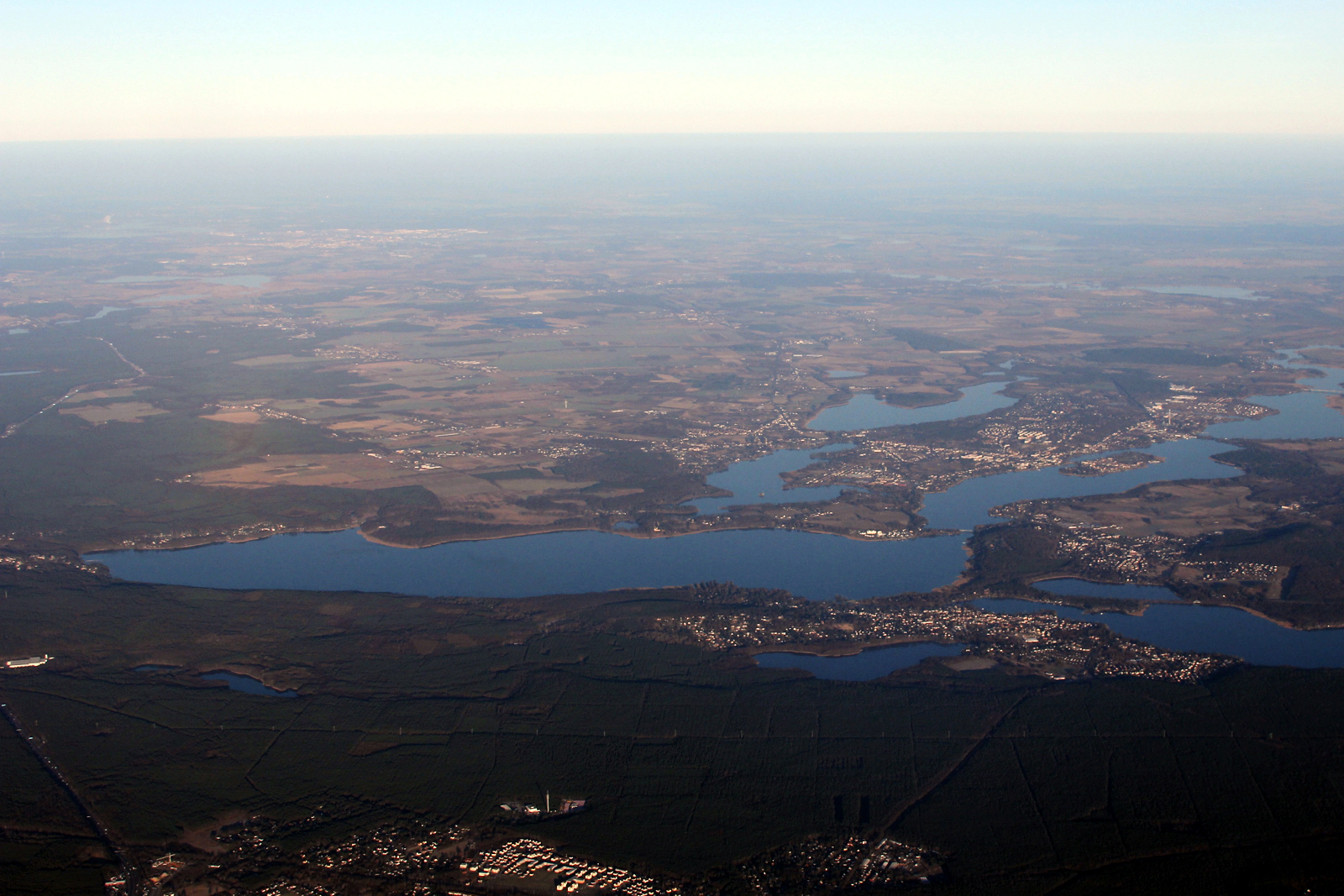
Schwielowsee

Die Gemeinde liegt unmittelbar südwestlich von Potsdam am namensgebenden Schwielowsee an einem Havelknick. Die Ortsteile Geltow und Caputh sind über die Fähre Caputh miteinander verbunden. Im Osten grenzt die Gemeinde direkt an das Stadtgebiet Potsdams.
Nachbargemeinden
- Landeshauptstadt Potsdam
- Gemeinde Michendorf
- Gemeinde Seddiner See
- Stadt Beelitz
- Stadt Werder (Havel)

## Gemeindegliederung
Die Gemeinde gliedert sich laut ihrer Hauptsatzung in die drei Ortsteile (Einwohner am 31. Dezember 2021)
- Caputh (4860) mit dem bewohnten Gemeindeteil Flottstelle
- Ferch (1897) mit dem bewohnten Gemeindeteil Kammerode
- Geltow (4142) mit dem bewohnten Gemeindeteil Wildpark-West

sowie die Wohnplätze Alte Dorfstelle, Baumgartenbrück, Franzensberg, Groß Wentorf, Kemnitzerheide, Klein Wentorf, Mittelbusch, Neue Scheune und Schmerberg.

## Geschichte
Zur Geschichte der Ortsteile siehe: Caputh, Ferch, Geltow
Amt Schwielowsee
Im Zuge der Ämterbildung in Brandenburg erteilte der Minister des Innern des Landes Brandenburg am 13. Oktober 1992 seine Zustimmung zur Bildung des Amtes Schwielowsee. Als Zeitpunkt für das Zustandekommen des Amtes wurde der 20. Oktober 1992 bestimmt. Die Zustimmung war befristet bis zum 20. Oktober 1994. Sitz des Amtes war die Gemeinde Caputh. Zum Zeitpunkt des Zustandekommens des Amtes waren folgende Gemeinden im damaligen Landkreis Potsdam zugeordnet:
1. Caputh
2. Ferch
3. Geltow

Die Befristung wurde ab 12. September 1994 aufgehoben. Die Gemeinde Schwielowsee entstand am 31. Dezember 2002 durch den freiwilligen Zusammenschluss der bis dahin selbstständigen Gemeinden Caputh, Ferch und Geltow. Das Amt Schwielowsee wurde zum selben Zeitpunkt aufgelöst, die Gemeinde Schwielowsee amtsfrei.

## Bevölkerungsentwicklung
| Jahr | Caputh | Ferch | Geltow |
| ---- | ------ | ----- | ------ |
| 1971 | 3.728  | 1.014 | 2.126  |
| 1990 | 3.185  | 0930  | 2.084  |
| 1995 | 3.533  | 1.035 | 2.237  |
| 2000 | 4.122  | 1.495 | 3.093  |
| 2001 | 4.232  | 1.578 | 3.332  |

| Jahr | Schwielowsee |
| ---- | ------------ |
| 2002 | 09.308       |
| 2005 | 09.685       |
| 2010 | 10.187       |
| 2015 | 10.494       |
| 2020 | 10.758       |

| Jahr | Schwielowsee |
| ---- | ------------ |
| 2021 | 10.838       |
| 2022 | 10.954       |
| 2023 | 10.921       |
| 2024 | 10.723       |

Gebietsstand des jeweiligen Jahres, Einwohnerzahl: Stand 31. Dezember (ab 1991), ab 2011 auf Basis des Zensus 2011, ab 2022 auf Basis des Zensus 2022

## Politik

### Gemeindevertretung
Die Gemeindevertretung von Schwielowsee besteht aus 22 Gemeindevertretern und der hauptamtlichen Bürgermeisterin. Die Kommunalwahl am 9. Juni 2024 führte bei einer Wahlbeteiligung von 72,8 % zu folgendem Ergebnis:
| Partei / Wählergruppe                   | Stimmenanteil 2019 | Sitze 2019 |        | Stimmenanteil 2024 | Sitze 2024 |
| --------------------------------------- | ------------------ | ---------- | ------ | ------------------ | ---------- |
| Bürgerbündnis Schwielowsee (BBS)        | 28,8 %             | 6          | 31,1 % | 7                  |            |
| WIR für Schwielowsee                    | –                  | –          | 13,8 % | 3                  |            |
| SPD                                     | 12,2 %             | 3          | 12,9 % | 3                  |            |
| CDU                                     | –                  | –          | 12,3 % | 3                  |            |
| FDP/Unabhängige Bürger Schwielowsee     | –                  | –          | 10,1 % | 2                  |            |
| Bündnis 90/Die Grünen                   | 13,4 %             | 3          | 09,9 % | 2                  |            |
| Die Linke                               | 10,8 %             | 2          | 05,2 % | 1                  |            |
| Unser Ferch                             | 03,1 %             | 1          | 02,7 % | 1                  |            |
| Schule und Soziales                     | –                  | –          | 01,8 % | –                  |            |
| CDU/FDP/Unabhängige Bürger Schwielowsee | 31,7 %             | 7          | –      | –                  |            |
| Insgesamt                               | 100 %              | 22         | 100 %  | 22                 |            |

### Bürgermeisterin
- seit 2003: Kerstin Hoppe (CDU)[17]

Hoppe wurde in der Bürgermeisterwahl am 30. September 2018 mit 64,5 % der gültigen Stimmen in ihrem Amt bestätigt. Ihre Amtszeit beträgt acht Jahre.

## Sehenswürdigkeiten

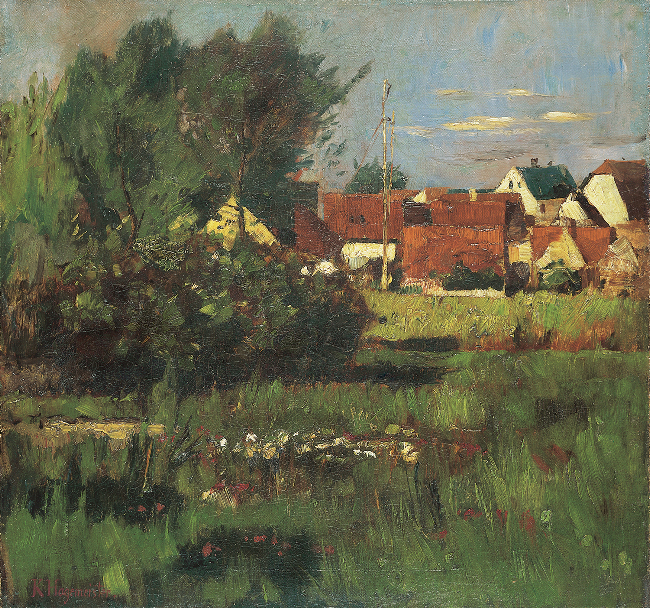
Ansicht von Ferch
(Karl Hagemeister, um 1880)

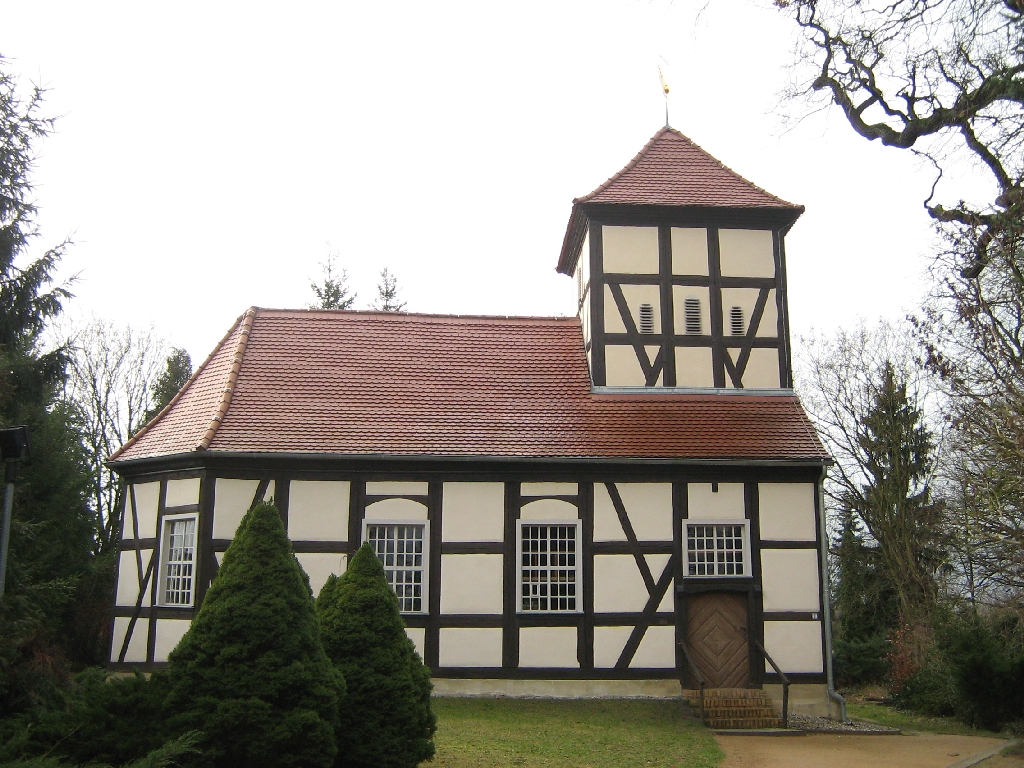
Fischerkirche in Ferch

In der Liste der Baudenkmale in Schwielowsee und in der Liste der Bodendenkmale in Schwielowsee stehen die in der Denkmalliste des Landes Brandenburg eingetragenen Kulturdenkmale.
- Schloss und Schlosspark Caputh
- Dorfkirche Caputh, 1848 als neoromanische Pfeilerbasilika von Christian Heinrich Ziller nach einem Entwurf Friedrich August Stülers errichtet
- Einsteinhaus Caputh
- Ausstellung „Einsteins Sommer-Idyll in Caputh“ im Bürgerhaus Caputh[20]
- Altmanngarten in Caputh
- Aktives Handweberei-Museum Geltow
- Fischerkirche Ferch
- Bonsaigarten Ferch
- Die Dorfkirche Geltow ist eine neugotische Saalkirche aus den Jahren 1885 bis 1887. Das Dehio-Handbuch weist darauf hin, dass das Bauwerk bereits nach seiner Errichtung ausweislich einer Urkunde im Turmknopf als „Zierde in der romantischen Landschaft“ bezeichnet wurde. Es würdigt das Bauwerk als eines der „bemerkenswertesten neugotischen Landkirchen der Region“.

## Bundeswehr
Seit Juli 2001 befindet sich das Einsatzführungskommando der Bundeswehr in der Henning-von-Tresckow-Kaserne. Es ist das Führungskommando für alle Auslandseinsätze der Bundeswehr, auch in Kombination mit anderen Nationen. Von hier werden die Einsätze der ISAF, EUFOR, KFOR, OEF Marine, UNIFIL und die deutsche Beteiligung an Missionen der UN auf operativer Ebene geführt. In der Kaserne sitzt zudem die MAD-Stelle 7 des Militärischen Abschirmdienstes (MAD).

## Verkehr
Durch den Ortsteil Geltow führt die B 1 zwischen Brandenburg an der Havel und Potsdam. Die Kreisstraßen K 6907, 6909 und 6910 verbinden die Ortsteile miteinander.
Die Bundesautobahnen A 9 (Berlin-München) und A 10 (südlicher Berliner Ring) durchqueren das Gemeindegebiet. Die Anschlussstellen Glindow und Ferch der A 10 liegen ebenso wie das Autobahndreieck Potsdam auf dem Territorium der Gemeinde.
Die Gemeinde liegt an der Bahnstrecke Jüterbog–Nauen. Die Haltepunkte Caputh-Geltow, Caputh-Schwielowsee und Ferch-Lienewitz werden von der Regionalbahnlinie RB 33 Potsdam–Jüterbog bedient.
Die Buslinie 607 fährt von Potsdam Hauptbahnhof über Caputh nach Ferch. In den Sommermonaten wird sie über Ferch hinaus zum Bahnhof Werder (Havel) verlängert.
Vom Frühjahr bis zum Herbst verkehrt auf dem Schwielowsee eine Schifffahrtslinie, die die Anlegestelle Potsdam Lange Brücke mit allen Ortsteilen der Gemeinde verbindet.

## Persönlichkeiten
In Schwielowsee lebten oder leben:
- Horst Stechbarth (1925–2016), Chef der Landstreitkräfte der NVA
- Horst Skerra (1930–2024), letzter Chef der Landstreitkräfte der NVA
- Werner von Scheven (* 1937), Generalleutnant der Bundeswehr
- Lothar Engelhardt (1939–2010), letzter Chef der NVA der DDR
- Friedhelm Schmitz-Jersch (* 1947), Staatssekretär der brandenburgischen Landesregierung
- Siegrid Müller-Holtz (* 1948), bildende Künstlerin
- Silvio Huonder (* 1954), Schriftsteller
- Erich Vad (* 1957), Historiker und Brigadegeneral a. D. der Bundeswehr
- Thomas Freundner (* 1961), Filmregisseur und Drehbuchautor
- Kathrin Boron (* 1969), Ruderin